# Bradford Beck
Bradford Beck est une rivière qui traverse Bradford, West Yorkshire, Angleterre (puis Bradford Dale (en)) et se dirige vers la rivière Aire à Shipley. Lorsqu'il atteint le centre-ville de Bradford, il court sous terre après avoir été canalisé au XIXe siècle. Il est couvert du centre-ville de Bradford à Queen's Road, après quoi il passe principalement dans un canal ouvert vers Shipley. Le beck était connu comme « the filthiest river in England », la rivière la plus sale d'Angleterre .
Bradford lui-même, est ainsi nommé d'après un croisement sur le Bradford Beck (le Broad Ford) qui était situé près de ce qui est aujourd'hui Church Street, avec un croisement nommé Broadstones. Le beck est formé d'un certain nombre de cours d'eau plus petits, à savoir: Pinch Beck, Pitty Beck, Middlebrook, Clayton Beck, Bull Greave Beck, Chellow Dene Beck, Westbrook, Dirkhill Beck, Bowling Beck, Eastbrook, Bolton Beck, Trap Sike, Northcliffe Beck et Red Beck.

## Histoire
Le Bradford Anglo-Saxon était centré autour d'un point où au moins trois cours d'eau convergeaient. C'était le site de deux croisements - Ive Bridge et Church Bridge, où se trouvait l'église paroissiale (qui deviendra plus tard la cathédrale de Bradford ). À l'époque médiévale, les eaux de l'un des cours d'eau alimentant Bradford Beck ont été redirigées vers des usines de production d'électricité dans ce qui est maintenant les régions de Sunbridge et de Thornton Road. Cette section à l'ouest du centre-ville est connue sous le nom de Goitside.
Un site au nord-ouest de l'église paroissiale était l'endroit où une ducking stool était placée sur le beck. C'était une punition pour les femmes contrevenant au common scold (en). Lors de l'ouverture éventuelle du Bradford Arm (en) du canal de Leeds et de Liverpool, la ducking stool a été retirée et utilisée à la place sur le canal. L'eau de Bradford Beck fut utilisée pour compléter les basses eaux d'alimentation entrant dans le canal, mais le canal n'était censé prendre l'eau de Bowling Beck, mais comme cela s'avéra insuffisant, les eaux polluées de Bradford Beck également furent utilisées. Cela transforma le canal de Bradford en un égout à ciel ouvert. La pollution dans le beck pendant le XIXe siècle était légendaire, décrite comme étant —the filthiest river in England — la rivière la plus sale en Angleterre, et Friedrich Engels décrivit le beck dans les années 1840 comme —« coal-black, foul-smelling stream »— un courant noir de charbon et nauséabond.
Le canal était sujet à des bulles de sulfure d'hydrogène à sa surface (surtout en été) et cette condition le rendit très dangereux, avec au moins une occasion où le canal prit feu. Après des plaintes, en particulier de ceux qui vivent et travaillent sur l'Aire juste à l'est de Shipley, la Bradford Corporation fut contrainte d'agir. Ils mirent d'abord en place une station d'épuration à Frizinghall, puis, lorsque cela s'avéra insuffisant (après que d'autres communautés firent partie de Bradford), une autre station fut ouverte à Esholt.
Le beck subit un programme d'atténuation des inondations au début des années 1990. Un tunnel de 3,7 m  fut construit qui court à l'ouest de Bradford Beck et du centre-ville et émerge dans une section ouverte dans Bradford Beck près de Canal Road.
Malgré la réorientation des eaux usées dans les canaux et les canalisations parées de briques au XIXe siècle  le beck demeura pollué, cela dû à de nombreux points de déversoir d'eau excédentaire (combined sewer overflow, CSO) et à d'autres égouts et égouts de drainage mal connectés. En 2018, il fut signalé que le beck était devenu jaune en raison des déchets polluants de certaines des curry houses de la ville. Il fut noté que les établissements en question ne jetaient pas activement leurs déchets dans le beck, mais le simple fait de faire la vaisselle combiné avec les conduites d'eaux usées mal raccordées signifiait que le beck était à nouveau pollué.
Le beck n'était toujours pas adapté à l'hébergement de la faune, mais après que les Friends of Bradford's Becks aient mis en place un programme de régénération et de nettoyage pour le beck en 2013, les eaux étaient devenues plus propres qu'elles ne l'avaient été pendant longtemps. Le manque de faune maintenant provient du fait que le beck était couvert ; il coule très vite dans des canaux de béton et de pierre et le débit d'eau est trop rapide pour soutenir une grande partie de la faune qui habiterait normalement un beck de cette taille. Les amis de Becks de Bradford veulent remédier à cela en remodelant certaines des parties inférieures du beck où il est exposé à la lumière du jour, et en ralentissant le débit d'eau en ajoutant des méandres.

## Description de l'itinéraire
L' Environment Agency (en) a déterminé que le bassin versant de Bradford Beck est de 58 km2  et a divisé le beck en deux sections; la partie supérieure est en fait Clayton Beck et la partie urbaine (Bradford Beck proprement dit) va de l'endroit où Clayton Beck passe sous Cemetery Road à Bradford à Lidget Green. De là au point de déversement dans la rivière Aire à Shipley, il est de 11 km.
L'itinéraire traverse le centre-ville de Bradford dans un canal couvert, marqué par une série de plaques gravées dans le sol par les Friends of Bradford's Becks. Les trois premières plaques furent dévoilées à l'intérieur et juste à l'extérieur du centre commercial de The Broadway (en) à la fin de 2015, et le reste a du être installé en 2016. Le beck court vers l'est de la lande de Bradford et dans le voisinage de la cathédrale, il rencontre Bowling Beck et Eastbrook  avant qu'il tourne 90 ° au nord.
Après le centre-ville, il y a quelques sections en plein air, mais le beck est principalement couvert jusqu'à Queen's Road. Par la suite à Shipley, le beck est largement exposé et accompagné d'une signalisation d'avertissement de l'eau contaminée. Les amis de Becks de Bradford ont modifié ces panneaux pour éliminer l'effet négatif de leurs avertissements, car l'eau est de meilleure qualité maintenant que lorsque les panneaux ont été érigés dans les années 1970. Le beck passe sous les voies ferrées à l'extrémité est de la gare de Shipley et la route A657 au même point et entre dans le côté sud de la rivière Aire à Dockfield à Shipley.

## Écologie et environnement
En 2009, l'Environment Agency a classé le beck comme étant de bonne qualité chimique, mais de mauvaise qualité écologique. Une étude de 2012 sur l'eau et ses affluents a révélé des niveaux élevés de phosphates, d'ammoniac et de métaux présents dans l'eau. Les points de déversoir d'eau excédentaire (combined sewer overflow, CSO) le long du beck et surtout plus en amont, permettent au ruissellement et aux polluants de pénétrer dans le cours d'eau, en période de fortes pluies et d'inondations particulièrement.
Une étude du Wild Trout Trust en 2012 a noté que le beck était de mauvaise qualité écologique en termes de soutien à la vie marine. Il y a trop de déversoirs et d'obstacles pour empêcher la truite et d'autres poissons de remonter le beck dans son état actuel. Un essai a eu lieu sur le beck en 2015, utilisant des tampons comme points de détection des eaux usées entrant dans le beck. Comme les tampons ne contiennent pas d'azurants optiques, plusieurs ont été laissés le long du beck puis contrôlés sous une lumière UV ; ceux qui avaient absorbé des azurants optiques l'ont fait à cause de la pollution domestique, qui se limitait à l'endroit où les responsables des compagnies des eaux devaient rechercher les causes de la pollution.
En avril 2019, l'Environment Agency a rouvert une enquête sur une entreprise qui avait autorisé la pollution sur le beck en août 2018. Alors que l'entreprise avait déjà été poursuivie et que des mesures correctives avaient été prises, les Friends of Bradford's Becks ont demandé qu'une nouvelle enquête soit menée, car à leur avis, les mesures punitives prises contre l'entreprise n' étaient pas allées assez loin. L'incident de pollution aurait rendu l'eau noire et tué des animaux sauvages.

## Navigation
Le beck n'est navigable aux bateaux à aucun moment, mais en raison de sa nature souterraine, il attire les personnes souhaitant explorer l'environnement souterrain de la ville. Il a même figuré dans un article du National Geographic portant sur les 11 principales rivières forcées sous terre, notamment les cours d'eau de New York, Moscou et Vienne.